# Pera Pedi
Pera Pedi (gr. Πέρα Πεδί) – wieś w Republice Cypryjskiej, w dystrykcie Limassol. W 2011 roku liczyła 120 mieszkańców.